# Садаякко
Садаякко (яп. 川上貞奴 Каваками Садаякко, также Сада Якко; 18 июля 1871, Токио — 7 декабря 1946, Атами) — японская гейша, актриса и танцовщица.

## Ранние года
Родилась в токийском квартале Нихон-баси, при рождении получила имя Сада Кояма (яп. 小山貞 Кояма Сада). Была двенадцатым ребёнком в семье менялы и торговца, её дед был известным в своё время помощником судьи. В четырёхлетнем возрасте, когда её семья разорилась из-за начавшейся в период Мэйдзи инфляции, была удочерена владелицей дома гейш Хамата-я (яп. 浜田屋). Там Сада получила профессиональное имя Садаякко (яп. 貞奴). Владелица окия послала её обучаться грамоте (у синтоистского священника), что по тем временам было большой редкостью, помимо этого она тайно посещала уроки дзюдо, верховой езды и игры в бильярд. В 1886 году её мидзуагэ выкупил тогдашний премьер-министр Ито Хиробуми; позже он заботился о продолжении её обучения; спустя два с небольшим года он перестал быть её меценатом, хотя остался ей другом и советником. Примерно в то же время она начала заниматься игрой на сцене под псевдонимом Садаякко, хотя в то время роли в театре Кабуки исполняли исключительно мужчины, женщинам же на одной с ними сцене находиться было запрещено.

## Работа в труппе
Со странствующей труппой Садаякко выступала во многих городах запада Японии, в 1893 году сочеталась браком с театральным актёром и активистом движения за свободу и народные права Каваками Отодзиро, с которым её познакомил Хиробуми. Первоначально их брак не был удачным: в 1896 году Садаякко обнаружила, что у Отодзиро имеется сын Райкити от юдзё. В 1898 году, когда Отодзиро не смог выплатить очередные долги кредиторам и потерпел поражение на выборах 1897 года, они решили бежать в Кобе на торговой лодке через реку Цукидзи, но потерпели крушение у острова Авадзи.
В 1899 году их труппа стала первым японским театральным коллективом, выехавшим за пределы страны: первоначально актёры посетили Сан-Франциско, затем Чикаго и Нью-Йорк, в 1900 году выступали в Париже на Всемирной выставке, в 1901 году — в Берлине, впоследствии в других европейских городах. Гастроли активно освещались в тогдашней прессе и благодаря экзотическим японским танцам, исполняемым Садаякко, она вскоре обрела беспрецедентную популярность, несмотря на то, что в начале турне, в США, труппа несколько раз оказывалась без средств к существованию и голодала. После завершения гастролей Садаякко некоторое время училась в Париже, а затем вместе с мужем и при финансовой поддержке нескольких японских предпринимателей открыла в 1908 году первую в Японии школу актёрского мастерства для женщин. Финансирование ей предоставили пять местных бизнесменов: предприниматель Сибусава Эйити, промышленный магнат Окура Кихатиро, финансисты Танака Цунэнори и Масуда Таро, а также «волшебник фондового рынка» Фукудзава Момосукэ.

## Жизнь с Фукудзавой и старость
В 1912 году, через год после смерти Отодзиро, она стала любовницей Фукудзавы Момосукэ, и с 1920 года жила с ним в одном особняке в Нагое, хотя тот был женат, продолжая играть на сцене и танцевать; дом, в котором они жили, был превращён ею в музей. В сентябре 1917 года решила завершить карьеру на сцене, хотя впоследствии периодически всё же выступала, и приняла участие в основании текстильной фирмы «Каваками» (яп. 川上絹布 каваками кэмпу), проработавшую до Великого землетрясения Канто, в 1924 году открыла актёрскую школу для детей, которую была вынуждена закрыть в 1928 году. В 1933 году Сада и Момосукэ решили, что его здоровье уже слишком плохо для отношений, он вернулся к себе домой в Сибую, после чего Сада продала особняк в Нагое и на свои средства возвела синтоистское святилище Тэйсёдзи (яп. 貞照寺 тэйсё:дзи) рядом с рекой Кисо, а рядом с ним — собственную виллу Бансёэн, сохранившуюся до настоящего времени. После капитуляции Японии у Садаякко обнаружили рак в печени, который распространился на язык. Удочерённая внучка Момосукэ по имени Томидзи (яп. 富司) заботилась о Садаякко до самой смерти, увлажняя её губы мокрыми комочками ваты (рак языка сделал невозможным еду и питьё). Умерла от рака поджелудочной железы в 1946 году. Прах Садаякко находится в Тэйсёдзи.